# Valerie Mountain
Valerie Mountain (* 1942 in Bristol oder in Weston-super-Mare, Somerset) ist eine britische ehemalige Rock-Popsängerin, die in der ersten Hälfte der 1960er Jahre vor allem als Musicalsängerin erfolgreich war. Ihr einziger Hit war 1962 der Song Some People aus dem gleichnamigen Film.

## Karriere
Mountain wuchs in Weston-super-Mare auf. Schon 1960 trat sie mit den Cliff Adams Singers auf, arbeitete jedoch zunächst nebenher weiter bei der Hafenbehörde von Bristol. Außerdem arbeitete und sang sie in der Originalbesetzung des Popmusicals A Man Dies. Dieses Passionsspiel über das Leben Jesu Christi hatten Ernest Marvin, ein Pfarrer aus Bristol, und Ewan Hopper, Schauspieler am örtlichen Old Vic Theatre, geschrieben. Mountain arbeitete an Musik und Text mit und sang die 16, im Stile des zeitgenössischen Rock ’n’ Roll arrangierten Lieder des Musicals; die Musik dazu spielte die Bristoler Band Ricky Forde & the Strangers. Eine Aufführung im Jahre 1961 wurde im Fernsehen ausgestrahlt und eine Single mit den Songs Gentle Christ und Go It Alone veröffentlicht.
In Bristol drehte Clive Donner 1962 den Musikfilm Some People, dessen Handlung auf Aktivitäten des Duke of Edinburgh’s Award basierte, einem Programm zur Ertüchtigung der britischen Jugend. Neben Kenneth More spielte Angela Douglas eine Hauptrolle und sang im Film mehrere Lieder. Ihre Gesangsstimme wurde für das fertige Produkt von Valerie Mountain übernommen. Zwei Titel, das von Ron Grainer und Les Vandyke geschriebene Yes You Did und Vandykes Titelsong, wurden auf dem Pye-Label als Single veröffentlicht; wenige Wochen später folgte eine EP, die zusätzlich den Song Too Late sowie zwei Instrumentaltitel der Bristoler Band The Eagles enthielt, die Mountain bei den Aufnahmen begleitet hatte. Die EP stieg am 29. August 1962 in die Charts des New Musical Express (NME) ein und erreichte während ihrer drei Wochen in der Hitliste Platz 22. Zum Charteinstieg führte der NME ein Interview mit Mountain, in dem sie sagte, dass sie trotz dieses Erfolgs keine Vollzeit-Karriere im Musikbusiness anstrebe, aber nichts dagegen hätte, noch ein paar Schallplatten aufzunehmen.
Unterdessen hatte das Popmusical A Man Dies in Großbritannien große Resonanz gefunden und wurde 1964 in der Londoner Royal Albert Hall aufgeführt; ABC TV strahlte es im selben Jahr als vierteilige Miniserie aus und eine Langspielplatte mit den gesamten Songs wurde herausgegeben. An diesen Projekten war Valerie Mountain erneut als Sängerin und Darstellerin beteiligt. Damit war jedoch ihre Karriere bereits an ihrem Ende angelangt; einen weiteren Plattenvertrag erhielt sie nicht. Mountain heiratete noch im selben Jahr und zog sich ins Privatleben zurück. Laut ihrer Biografie bei Allmusic lebte sie in den 2010er Jahren in den USA.
Mountains kraftvolle Singstimme ähnelte der ihrer jüngeren Zeitgenossin Helen Shapiro. In einem Interview der Bristol Evening Post Anfang 1964 wollte sie sich auf die Frage nach ihrem Gesangsstil nicht festlegen: „Ich singe einfach ziemlich tief, wie eine farbige Sängerin.“

## Diskografie
Singles und EPs
- Gentle Christ / Go It Alone (EMI-Columbia, 1961)
- Some People / Yes You Did (Pye, 1962)
- Some People EP (Valerie Mountain and The Eagles / Pye, 1962)

Alben
- A Man Dies (Valerie Mountain, Ricky Forde and The Strangers / EMI-Columbia, 1964)